# Kay Glans
Kay Glans, född 17 oktober 1955, är en svensk författare och kulturskribent. På 1980-talet utgav han två diktsamlingar. Han var länge verksam på Svenska Dagbladets kultursida, bland annat som redaktör för tidningens understreckare. På Svenska Dagbladet tog han initiativ till flera uppmärksammade debatter, bland annat om "vänsterns skuld" och kulturrelativism. Han skrev också många artiklar om tysk kultur och historia. 
Glans var chefredaktör för tidskriften Axess från 2002 fram till sommaren 2006.
Åren 2012–2021 var han chefredaktör för tidskriften Respons, som vid sidan av  recensioner av svensk facklitteratur innehåller essäer, debattartiklar, intervjuer och reportage.
Kay Glans är farbror till komikern Johan Glans och kusin med friidrottaren Dan Glans.

## Priser och utmärkelser
- 1987 – Carl Emil Englund-priset för Från den norra provinsen
- 1987 – Albert Bonniers stipendiefond för yngre och nyare författare
- 2016 – Filosofie hedersdoktor vid Samhällsvetenskapliga fakulteten på Uppsala universitet.[2][3]